# Eslohe
Eslohe (Sauerland) är en kommun och ort i Hochsauerlandkreis i Regierungsbezirk Arnsberg i förbundslandet Nordrhein-Westfalen i Tyskland.